# Welzijnswet 1994
De Welzijnswet kwam daaruit voort dat er in Nederland veel kleine aanbieders van welzijnswerk waren ontstaan in de jaren '50 en '60. De toenmalige regering was van mening dat deze versnipperde markt ervoor zorgde dat er te weinig controle was op de kwaliteit. In 1974 werd er aan de Tweede Kamer een knelpuntennota aangeboden waarin deze en andere zorgen rondom het welzijnswerk werden benoemd. 
In deze knelpuntennota werd aangekaart dat het centraal organiseren van het welzijnswerk mede oorzaak was van de versnippering en de wildgroei aan activiteiten, voorzieningen en aanbieders. In de knelpuntennota werd gepleit om alleen het overkoepelende (beleids)kader nog op landelijk niveau door de overheid moest worden georganiseerd, de uitvoering van deze taken moest naar provincies en gemeenten overgeheveld worden. Op 14 mei 1981 wordt de eerste kaderwet aangenomen die voor deze decentralisatie moest zorgen. 
De gemeente komt met het aannemen van de Welzijnswet in handen van de gemeente. Dit wordt gezien als het startschot voor de decentralisaties in het sociale domein, meer verantwoordelijkheid bij de gemeente, minder bij de rijksoverheid. Welzijnswerk moet dichter bij de burgers worden georganiseerd om kwalitatief goede zorg te kunnen garanderen. Rondom de financiering zijn nog zorgen, een deel van de Tweede Kamer is bang dat gemeentes het budget wat bij deze decentralisaties hoort niet uitgeeft aan welzijnswerk, maar aan andere zaken zoals straatverlichting (ook wel bekend als het lantaarnpaal-debat). 
In 1994 werd de Welzijnswet herzien door minister Hedy D'Ancona, de rijksoverheid krijgt wat van de verantwoordelijkheid terug en stelt elke vier jaar welzijnsnota's op om meer beleidsinvloed te krijgen. 
In 2007 wordt de decentralisatie van het welzijnswerk verder ingezet door het aannemen van de Wmo 2007, de voorloper van de Wet maatschappelijke ondersteuning 2015.